# Viggiù
Viggiù (/vidˈdʒu/; Vigiüü in dialetto varesotto, pronuncia [viˈdʒyː]) è un comune italiano di 5 159 abitanti della provincia di Varese in Lombardia.

## Storia
Le indagini storiografiche su Viggiù fanno pensare a due ipotesi circa la sua origine: secondo una prima teoria, il centro sarebbe stato fondato dalle popolazioni orobiche dell'età protostorica, l'altra riterrebbe il paese fondato, invece, da Giulio Cesare, da cui il nome romano Vicus Juli, trasformatosi, con il passare del tempo, in Vicluvium, quindi Vigloeno, Vigue e infine Viggiù.
A sostegno della seconda tesi vi sono alcuni reperti archeologici, tra cui alcune lapidi ed un coperchio di sarcofago risalenti all'epoca romana, ritrovati sul colle San Martino, e la tradizione orale che vorrebbe la località Cascina Vidisello costruita sulle rovine di un accampamento romano.
A caratterizzare la storia del paese è stata soprattutto la presenza sul territorio di giacimenti di pietre e marmi di facile lavorazione. La pietra di Viggiù era una delle diverse pietre estratte dalle colline limitrofe. Essa veniva utilizzata come materiale da costruzione e da decorazione, e in passato portò il territorio a essere un luogo di grande importanza artistica.
Sullo sfruttamento delle cave si organizzò infatti l'intera economia locale fin dal Medioevo, portando alla formazione su base familiare di maestranze specializzate nell'estrazione e nella lavorazione dei materiali lapidei e la strutturazione del territorio in terrazzamenti, in modo da consentire anche l'attività agricola.
Gli artisti viggiutesi, noti nell'ambito artistico nazionale, dal XII secolo facevano parte confraternita dei Maestri comacini.
Dal 1500 sino alla metà del Seicento, diversi artisti viggiutesi erano presenti a Roma, spesso impegnati nelle opere artistiche e architettoniche della città.
Fra i principali artisti i Butti, i Giudici (de Judicibus), i Longhi (si ricorda Martino Longhi il vecchio 1534–1591, architetto), i Piatti, gli Argenti e i Galli. Il primo consiglio comunale fu eletto nel 1823.
Nei periodi dal 1809 al 1815 e dal 1928 al 1953, i comuni di Clivio e Saltrio erano frazioni di Viggiù; nel secondo lasso di tempo, l'ente prese ufficialmente il nome di Viggiù ed Uniti.

### Simboli
Lo stemma e il gonfalone sono stati concessi con regio decreto del 9 dicembre 1941.
Il gonfalone è un drappo di azzurro. Il Comune adotta altresì come vessillo la "bandiera dei pompieri di Viggiù": si tratta di un tricolore italiano recante nella banda bianca una simbologia riconducibile ai vigili del fuoco (elmetto, asce, croce rossa).

Gonfalone

## Monumenti e luoghi d'interesse

### Architetture religiose

#### Chiesa di Santo Stefano protomartire

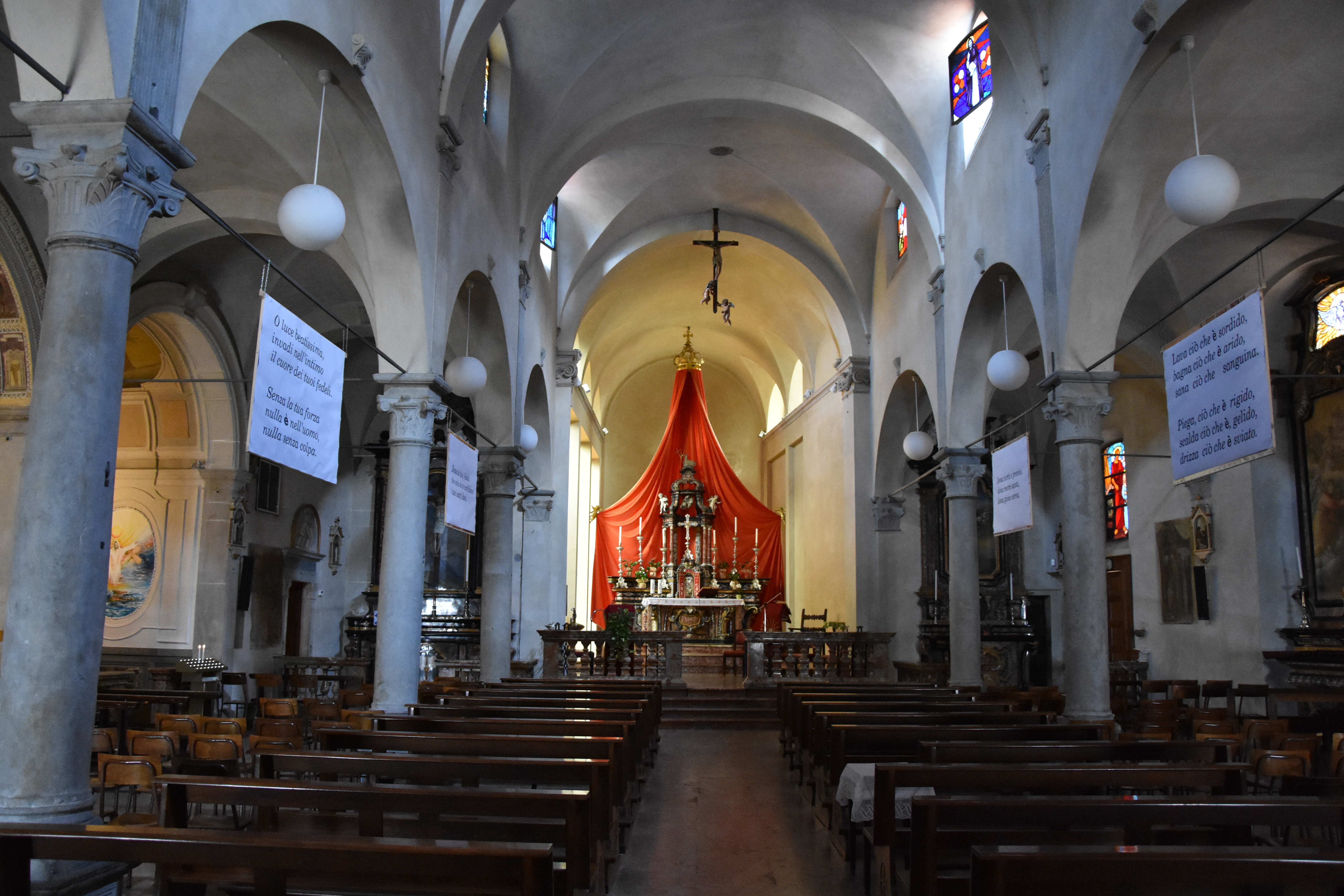
Interno della chiesa parrocchiale dedicata a santo Stefano

Il primitivo edificio di forme romaniche, innalzato all'estremità del paese, fu ampliato nelle sue forme definitive nel XV secolo. La chiesa è composta da tre navate, suddivise in quattro campate, delimitate agli estremi da sei colonne monolitiche in pietra di Saltrio e sormontate da capitelli.

#### Chiesa di San Martino
Sorge su una piccola altura a meridione del centro abitato, e il suo accesso è delimitato da un arco settecentesco.

#### Chiesa della Madonna della Croce
Il nome col quale è denominata la chiesa della Madonna della Croce si riferisce alla collocazione della medesima in prossimità di un quadrivio, un incrocio fra più assi viari in cui, in particolare nell'antichità, sorgevano cappelle e piccoli luoghi di culto. Della chiesa, chiamata anche della Beata Vergine dell'Assunta, si hanno le prime notizie sul finire del XV secolo, mentre sono della metà del Settecento i primi interventi di restauro e ampliamento.

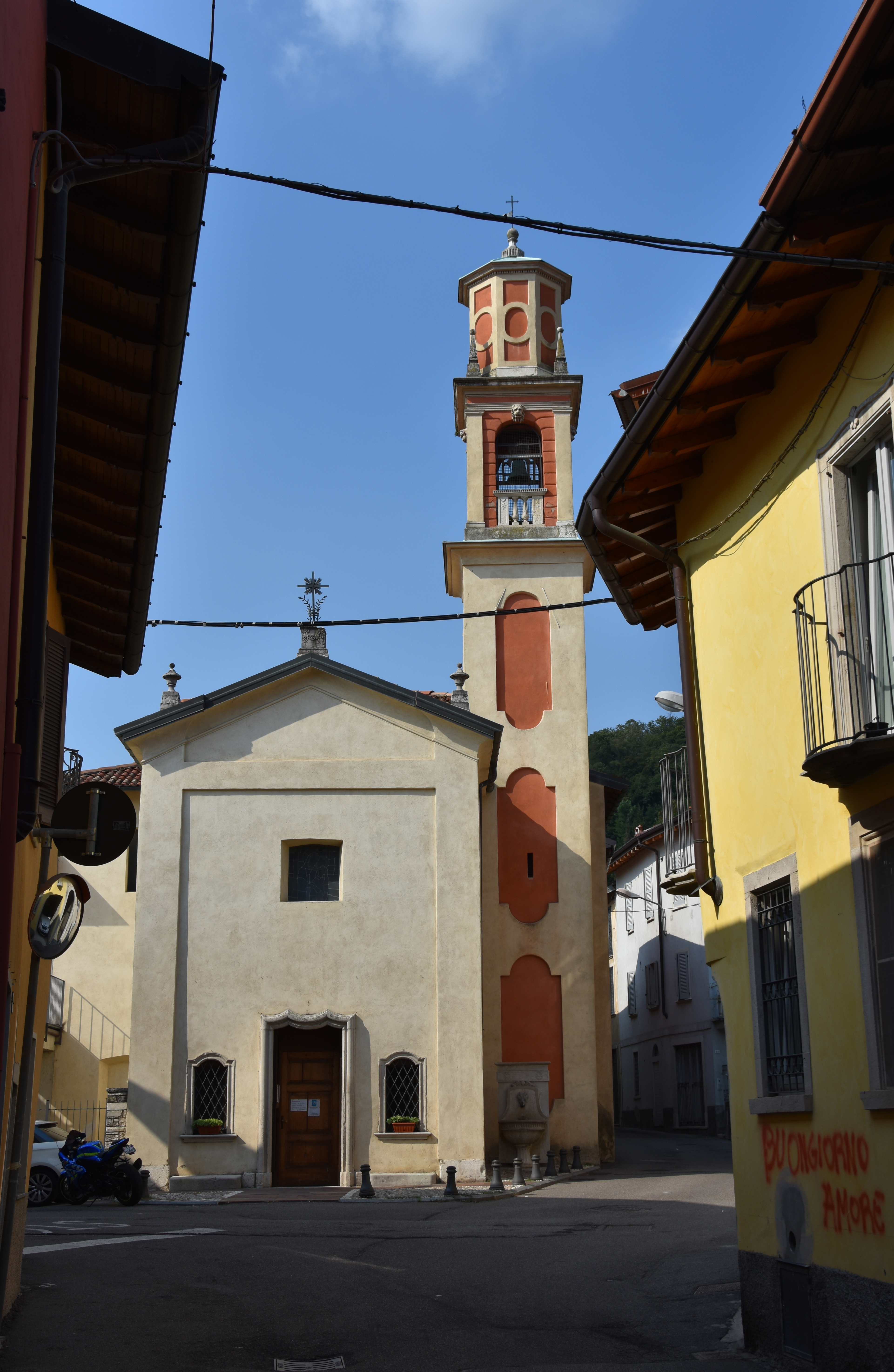
La chiesa di Santa Maria Nascente

#### Chiesa di Santa Maria nascente detta dellaMadonnina
La chiesa, comunemente detta della Madonnina, si trova nel centro storico del paese. Venne edificata nel 1718 sul luogo dove in precedenza sorgeva una piccola cappella.

#### Chiesa della Beata Vergine del Rosario
La chiesa ospitava i domenicani provenienti dal convento di Como e i membri della confraternita del Santo Rosario. Le prime notizie dell'edificio risalgono al 1539.

#### Chiesa di Sant'Elia
La chiesa sorge sulla sommità di colle Sant'Elia, a 665 metri di altitudine. L'eremo cluniacense era dipendente dal priorato di Vertemate, come risulta da un decreto di papa Urbano II risalente al 1095, e nel XIII secolo era l'unica chiesa della diocesi dedicata al profeta. Non resta nessuna testimonianza dell'antico cenobio, in quanto l'edificio odierno è frutto di una serie di trasformazioni operate nel XVI e XVII secolo.

#### Chiesa di San Giuseppe
Chiesa parrocchiale della frazione Baraggia, costruita nella prima metà del XX secolo su progetto dell'architetto Zanchetta.

#### Chiesa di San Siro
Antica chiesa con convento, forse dipendente dal cenobio di Sant'Elia, che sorge al limite meridionale del territorio comunale. L'edificio fu interessato da lavori di consolidamento negli anni ottanta del XX secolo, e resta in attesa di interventi di recupero e restauro integrali.

### Architetture civili
I diversi cortili aperti, in origine officine di lavorazione della pietra, caratterizzano il centro storico del paese, detto anche "il paese dei picasass", dal rumore delle lavorazioni.

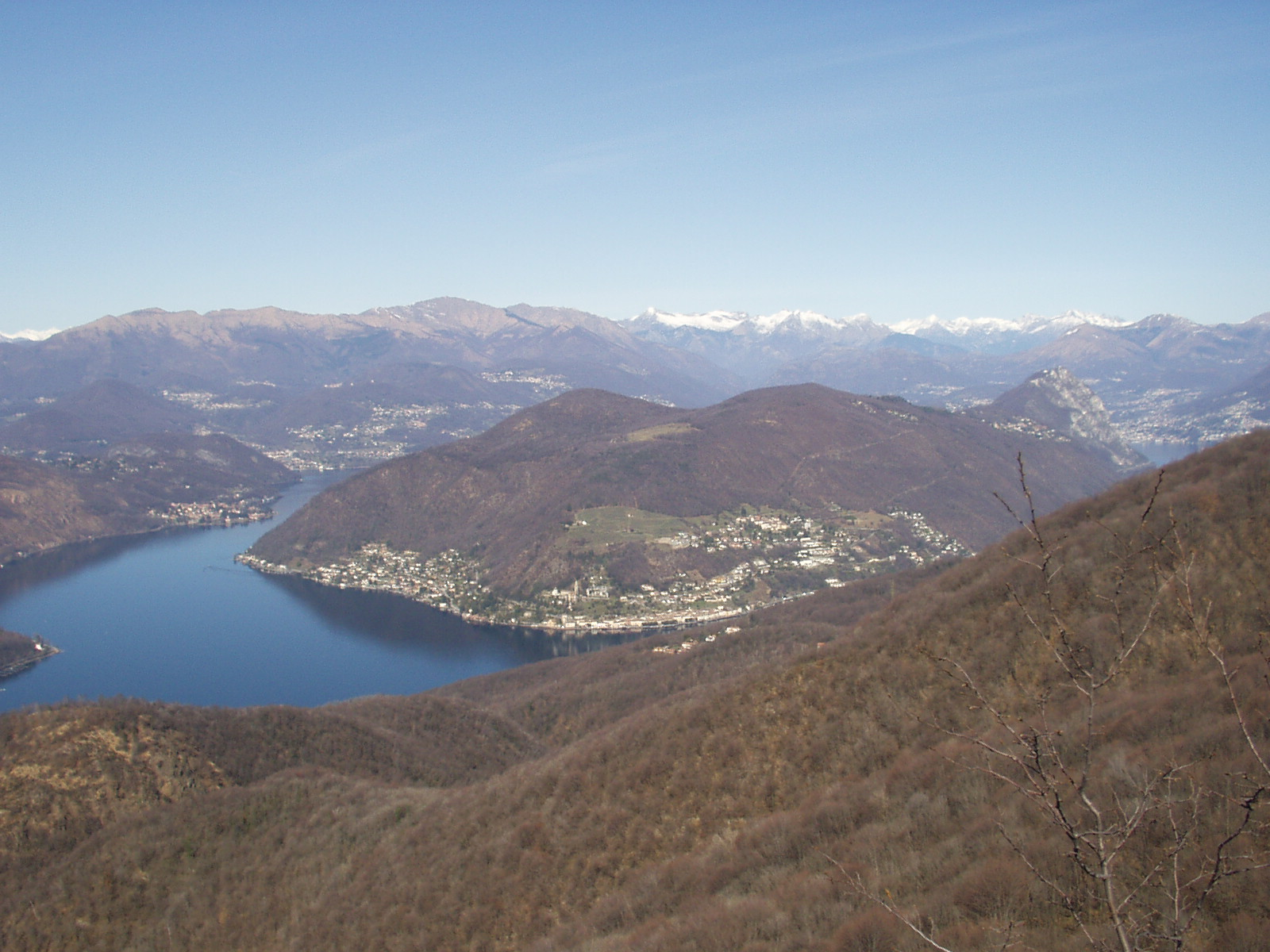
Foto del Lago di Lugano visto dal Monte Orsa

#### Villa Borromeo
Fra le principali architetture di Viggiù spicca la neoclassica Villa Borromeo. L'edificio, con pianta a "C", è aperto con un cortile rivolto verso via Roma e delimitato da un colonnato che, nella parte centrale, forma una sorta di esedra. La parte dell'edificio prospettante verso il parco ha un disegno lineare, con l'ingresso principale e un porticato sorretto da colonne binate tuscaniche. Nel giardino della villa sorge la scuderia, dalla pianta circolare e decorata lungo le pareti da teste equine in terracotta, sede del Museo dei Picasass. Oltre a questo edificio, nella vecchia serra del giardino dal 2007 ha sede il Museo della Scultura viggiutese dell'Ottocento. La villa viene utilizzata per esposizioni artistiche estemporanee nel periodo estivo.

#### Cascina Vidisello
La Cascina Vidisello, sulla sommità di un piccolo rilievo caratterizzato da terrazzamenti coltivati, risulta censita nel catasto voluto da Maria Teresa d'Austria, e una leggenda popolare la vuole sorta sui resti di un accampamento militare di epoca romana. La struttura presenta una struttura a "U" con la corte interna dove i diversi porticati e loggiati testimoniano passati utilizzi in ambito agricolo.

## Società

### Evoluzione demografica
- 1 523 nel 1805
- 2 137 (incluse le frazioni Clivio e Saltrio) nel 1809
- 2 291 nel 1853

Abitanti censiti

### Tradizioni e folclore
Il Palio dei Rioni del mese di giugno è uno degli eventi più caratteristici del paese, mentre la celebrazione della festa patronale generalmente si tiene la seconda domenica del mese di luglio.
In riferimento al corpo di volontari che da fine '800 operava nel paese, Armando Fragna (sfollato a Viggiù durante la Seconda guerra mondiale) compose la popolare canzone che fu da ispirazione per il film I pompieri di Viggiù.

## Cultura

### Musei

#### Museo Enrico Butti
Il Museo Enrico Butti è una gipsoteca facente parte dei Musei Civici Viggiutesi. La collezione si compone principalmente delle opere dello scultore cui è intitolato, 87 modelli in gesso ed alcuni dipinti dello stesso autore donati da questi al comune nel 1926 al comune allo scopo della realizzazione del museo.

#### Museo della scultura viggiutese dell'Ottocento
Il Museo della scultura viggiutese dell'Ottocento è una gipsoteca di arte moderna ottocentesca che espone le opere di diversi scultori viggiutesi, fra i quali Antonio Argenti, Giosuè Argenti, Angelo Bottinelli, Antonio Bottinelli, Stefano Butti, Giuseppe Buzzi Leone e Luigi Buzzi Leone.
Inaugurato nel dicembre 2007, il museo espone le principali opere che hanno reso noti nell'ambiente nazionale gli scultori viggiutesi.

#### Museo artisti viggiutesi del Novecento
Il Museo artisti viggiutesi del Novecento è una gipsoteca di arte del XX secolo. La collezione si compone delle opere degli scultori viggiutesi: Luigi Bottinelli, Giacomo Buzzi Reschini, Ettore Cedraschi, Vincenzo Cattò, Nando Conti, e Gottardo Freschetti.
Il museo, riaperto al pubblico nel 2006, rappresenta un'antologia della scultura viggiutese del Novecento.
All'interno del padiglione, costruito negli anni sessanta per volere della vedova dello scultore Giacomo Buzzi Reschini, sono esposte, oltre a numerosi modelli in gesso dell'artista citato, diverse opere di artisti viggiutesi del Novecento.

#### Museo dei Picasass
Il Museo dei Picasass nasce agli inizi degli anni ottanta del secolo scorso, nell'ambito del piano di riorganizzazione del Museo Butti.
Tale progetto fu realizzato al fine di evitare che, con la scomparsa degli ultimi scalpellini e con la chiusura delle cave e delle ultime botteghe, andassero perdute importanti documentazioni relative all'estrazione e alla lavorazione della pietra.
Nel 1983, nella casa studio di Enrico Butti, venne così allestita una prima esposizione sull'arte dei “picasass” che, con l'ausilio di bacheche e di tabelloni, illustrava le fasi salienti delle lavorazioni.

### Cinema
I pompieri di Viggiù è un film del 1949, diretto da Mario Mattoli con noti attori, tra cui Totò. Il titolo è ripreso dall'omonima canzone popolare  composta da Armando Fragna (autore anche delle altre musiche del film) e pubblicata nel dopoguerra. Tra gli interpreti della canzone ci sono Natalino Otto e Clara Jaione.

## Economia

### La pietra e le cave
La pietra estratta nel territorio viggiutese è di varie qualità: appartengono al Giurassico inferiore la calcarenite a grana fine, bigia e rosetta, e la calcarenite a grana grossa arenaria. Nelle cave di Piamo si trovano anche rocce calcaree di tipo gentile, finissima, piombina e di calcare compatto.
A ovest del paese, nelle zone denominate Val di Borgo, Valera, Piamo e Tassera, vi è una grande massa di arenaria, che alimentò l'antica industria.

## Amministrazione

Il gonfalone comunale

Dal 2009 al 2014 il comune è stato amministrato dal primo sindaco di colore nella storia d'Italia, la cittadina italo-americana Sandra Maria "Sandy" Cane, della Lega Nord.
Il territorio fa parte della Comunità Montana del Piambello.

### Gemellaggi
- Barre
- San Fratello